# Louis-Étienne Jousserandot
Louis-Étienne Jousserandot (Lons-le-Saunier, 11 de mayo de 1813-Ginebra, 26 de abril de 1887) fue un abogado, periodista y escritor francés. Fue prefecto de los Pirineos Orientales y del Marne durante la Tercera República.

## Carrera literaria
Amante del juego del dominó, era miembro del club de dominotiers fundado alrededor de 1838 en París por el escultor Dantan le Jeune. En 1848, escribió una epístola de once páginas para honrar al resto de compañeros.
Le Médecin des pauvres, una novela publicada en 1861 por Xavier de Montépin, resultó ser un plagio de un libro publicado diecisiete años antes por Jousserandot, bajo el título de Le Diamant de la Vouivre. Aunque Jousserandot le demandó, la influencia de Montépin le salvó.

## Publicaciones
- 1844: Le Diamant de la Vouivre
- 1845: Le Capitaine Lacuzon; 2 vol., París, L. de Potter, 1845, in-8°
- 1848: Le domino, épître à Dantan jeune et S.-H. Berthoud., publisher: impr. de Delanchy, París, 1848, 8 p. ; in-fol

### Cursos
Louis Jousserandot, La Civilisation moderne : cours professé à l'Académie de Lausanne, París, Didier, 1866, VIII-476 p., In-8°

### Ensayos
- Louis Jousserandot: Du Pouvoir judiciaire et de son organisation en France, París, A. Marescq aîné, 1878, 187 p., In-8°
- Louis Jousserandot: Le Magistrat unique et le jury facultatif, Angers, impr. de A. Dedouvres, 1885, 16 p., In-8°
- Louis Jousserandot: De la Démocratie républicaine, París, Chevalier-Marescq, 1886, 84 p., In-8°
- Louis Jousserandot: Des Assesseurs près des tribunaux romains, París, Larose et Forcel, 1886, 21 p., In-8°

### Teatro
- 1838: Lord Surrey, drama en cinco actos, París, Marchant, 28 p., Gr. in-8°
- 1847: Les Collaborateurs : comedia en un acto y en verso, París, N. Tresse, 55 p., In-8°

### Sobre él
- Pierre Merlin, « Jousserandot (Louis-Étienne) », dans Nouveau Dictionnaire de Biographies Roussillonnaises 1789-2011, vol. 1 Pouvoirs et société, t. 1 (A-L), Perpignan, Publications de l'olivier, 2011, 699 p.
- Joseph Ramonéda, « Jousserandot, Louis-Étienne », dans La République concordataire et ses curés dans les Pyrénées-Orientales (1870-1905), Presses Universitaires de Perpignan, 2011, 168 p.
- Max Roche et Michel Vernus, « Jousserandot, Louis-Étienne », dans Dictionnaire biographique du département du Jura, Arts et littérature, 1996, 522 p
- Vincent Wright, « Jousserandot (Louis-Étienne) », dans Les préfets de Gambetta, Presses Paris Sorbonne, 2007, 482 p